# Achlys
Achlys (en grec ancien Ἀχλύς / Achlús, « ténèbres »), ou Achlus, est « l’esprit de la brume et de la mort, personnification de la tristesse, de la misère et du poison » dans la mythologie grecque. C'est le nom qu'aurait donné le poète grec Pseudo-Hésiode dans son poème Bouclier d'Héraclès à une entité de la mythologie grecque correspondant à l’ombre de la mort, qui voile le regard du mourant sur le champ de bataille. Elle peut être aussi considérée comme la déesse des poisons contrôlant la brume de la mort[réf. nécessaire].
Selon l'Encyclopédie de D'Alembert et Diderot, Achlys est le premier être existant avant l'apparition du monde, des dieux et du Chaos. Il aurait été le seul éternel et il engendra les dieux. Cette description est confirmée par William Smith. Mais on fait aussi d'elle la fille de Nyx, qui l'aurait engendrée avec Chaos[réf. nécessaire]. 

## Dans la littérature
Achlys est, chez Homère, l'obscurité qui voile les yeux des humains (Iliade, V, 696) : « Son (Sarpédon) souffle le laissa: sur ses yeux un brouillard [ἀχλύς] s'était étendu. » ou encore aussi ou les yeux des êtres que les dieux ont rendu aveugles. Ainsi Poséidon « répandit un brouillard sur les yeux d'Achille »  (Iliade XX, 324).
Elle est aussi vue, chez Hésiode, comme la déesse de la misère et de la tristesse, et c'est ainsi qu'elle a été représentée sur le bouclier d'Héraclès, avec des traits hideux : pâle, émaciée, les dents qui s'entrechoquent, de longs ongles, les joues en sang, et les épaules recouvertes de poussière,.  

« À leurs côtés [Clotho, Lachésis et Atropos (les Moires)] se tenait la Tristesse [Achlys]  désolée, horrible, pâle, desséchée, consumée par la faim, chancelant sur ses épais genoux. De ses mains s'allongeaient des ongles démesurés ; une impure émanation s'échappait de ses narines et le sang coulait de ses joues sur la terre. Debout, elle grinçait des dents avec un bruit terrible et ses épaules étaient couvertes des tourbillons d'une poussière humide de larmes. »

## Rome antique
À Rome, son équivalent est Caligo (« brouillard dense »), qui est la Mère du Chaos et de Nox dans le mythe cosmogonique, d'origine sans doute grecque, bien qu'on ne le sache pas vraiment.

## Astronomie
- (208996) Achlys, planète mineure.